# Стар Трек II: Гневът на Хан
„Стар Трек II: Гневът на Хан“ (на английски: Star Trek II: The Wrath of Khan) е американски научнофантастичен филм, продължение на поредицата Стар Трек (Космическо пътешествие) заснет през 1982 г. Героите са ни познати от сериала Стар Трек: Оригиналният сериал и от филма Стар Трек: Филмът. Това е екипажът на звездолета Enterprise и техният капитан Джеймс Т. Кърк.

## Сюжет
Внимание:  Текстът по-долу разкрива сюжета на произведението (или части от него)!
Действието се развива през 23 век. Адмирал Кърк вече се чувства стар и излишен. Перспективата да бъде на борда на неговия стар Enterprise, който сега е тренировъчен кораб на Академията на Звездния флот /Starfleet Academy/, където Кърк е инструктор. Но едно или двуседмичните мисии с млади кадети не го карат да се чувства по добре, но един тренировъчен курс се превръща в смъртоносна и сериозна мисия, където един стар познайник на Кърк, Хан, се появява след години в изгнание и държи силата на сътворението в ръцете си. Двамата се впускат в един двубой, в който победител ще бъде този, който надхитри опонента си.

## Филми от поредицата за „Стар Трек“
Поредицата „Стар Трек“ включва 14 филма:
- „Стар Трек: Филмът“ (1979)
- „Стар Трек II: Гневът на Хан“ (1982)
- „Стар Трек III: В търсене на Спок“ (1984)
- „Стар Трек IV: Пътуване към вкъщи“ (1986)
- „Стар Трек V: Последната граница“ (1989)
- „Стар Трек VI: Неоткритата страна“ (1991)
- „Стар Трек: Космически поколения“ (1994)
- „Стар Трек VIII: Първи контакт“ (1996)
- „Стар Трек: Бунтът“ (1998)
- „Стар Трек: Възмездието“ (2002)
- „Стар Трек“ (2009)
- „Пропадане в мрака“ (2013)
- „Стар Трек: Отвъд“ (2016)
- „Стар Трек: Секция 31“ (2025)